# Calymmodon ponapensis
Calymmodon ponapensis är en stensöteväxtart som beskrevs av Edwin Bingham Copeland. Calymmodon ponapensis ingår i släktet Calymmodon och familjen Polypodiaceae. Inga underarter finns listade.